# Ляшковка (Башкортостан)
Ляшковка (баш. Ляшковка) — упразднённая деревня Имай-Кармаскалинского сельсовета Давлекановского района БАССР.
Находилась вблизи административной границы с Чишминским районом, у небольшого пруда, образованного запруживанием русла реки Теперишка.
Просёлочная дорога.
По переписи 1920 года входила в Имай-Карамалинскую волость Белебеевского уезда Уфимской губернии. Проживали в основном украинцы, в 20 домохозяйствах 124 человека.
Исключена из списков населённых пунктов в 1981 году согласно Указу Президиума ВС Башкирской АССР от 12.02.1981 N 6-2/66 «Об исключении некоторых населённых пунктов из учётных данных по административно-территориальному делению Башкирской АССР», вместе еще с тремя населёнными пунктами района. Он гласил:

В связи с перечислением жителей и фактическим прекращением существования исключить из учётных данных по административно-территориальному делению Башкирской АССР 
по Давлекановскому району
д. Ляшковка Имай-Кармаскалинского сельсовета
п. Семилетка Поляковского сельсовета
д. Сядэ Раевского сельсовета
д. Владимировка Чуюнчинского сельсовета.